# Djabi Gouliyev
Djabi Gouliyev est un homme politique azerbaïdjanais, membre de VIe législature de l'Assemblée nationale d'Azerbaïdjan.

## Biographie
Djabi Gouliyev est né le 29 août 1990 dans le village d'Agboulag de la région de Şahbuz. Il est diplômé de la faculté des relations internationales et des langues étrangères de l'université d'État de Nakhitchevan. Il est doctorant à l'université d'État de Nakhitchevan. Il parle anglais et russe.

### Carrière
Depuis 2017, il travaille comme enseignant à l'université d'État de Nakhitchevan. Depuis 2018, il est directeur exécutif du Fonds de la jeunesse de la république autonome du Nakhitchevan.
Djabi Gouliyev est membre du Comité de la politique juridique et de la construction de l'État de l'Assemblée nationale, Comité de la jeunesse et des sports. Il est membre de groupes de travail sur les relations avec les parlements de Bosnie-Herzégovine, d'Iran, de Corée, de Malaisie et du Turkménistan.
Il est membre de la commission interparlementaire sur la coopération bilatérale de l'Assemblée nationale de la république d'Azerbaïdjan et de l'Assemblée fédérale de la fédération de Russie.

### Famille
Djabi Gouliyev est marié et a un enfant.